# Campionati italiani di triathlon sprint del 2011
I Campionati italiani di triathlon sprint del 2011 sono stati organizzati dalla Federazione Italiana Triathlon e si sono tenuti a Rimini in Emilia-Romagna, in data 1º ottobre 2011.
Tra gli uomini ha vinto Andrea Secchiero ( Fiamme Oro), mentre la gara femminile è andata a Annamaria Mazzetti ( Fiamme Oro).

## Risultati

### Élite uomini
| Pos. | Atleta                    | Società sportiva             | Nuoto    | Bici     | Corsa    | Totale   |
| ---- | ------------------------- | ---------------------------- | -------- | -------- | -------- | -------- |
|      | Andrea Secchiero          | Fiamme Oro                   | 00:13:34 | 00:29:25 | 00:16:35 | 00:59:34 |
|      | Rodrigo Augustin Nogueras | DDS                          | 00:13:39 | 00:29:20 | 00:16:36 | 00:59:35 |
|      | Mattia Ceccarelli         | DDS                          | 00:13:32 | 00:29:26 | 00:16:47 | 00:59:45 |
| 4    | Luca Facchinetti          | Esercito                     | 00:13:29 | 00:29:31 | 00:16:49 | 00:59:49 |
| 5    | Alberto Alessandroni      | Fiamme Oro                   | 00:13:40 | 00:29:17 | 00:16:52 | 00:59:49 |
| 6    | Alberto Casadei           | Fiamme Oro                   | 00:13:34 | 00:29:24 | 00:17:05 | 01:00:03 |
| 7    | Delian Dimko Stateff      | Minerva Roma                 | 00:13:32 | 00:29:26 | 00:17:16 | 01:00:14 |
| 8    | Ivan Risti                | DDS                          | 00:13:34 | 00:29:25 | 00:17:17 | 01:00:16 |
| 9    | Davide Uccellari          | Fiamme Azzurre               | 00:13:44 | 00:30:16 | 00:16:29 | 01:00:29 |
| 10   | Leonardo Ballerini        | Triathlon Cremona Stradivari | 00:13:35 | 00:29:23 | 00:17:38 | 01:00:36 |
| 11   | Manuel Biagiotti          | Friesian Team                | 00:13:33 | 00:29:27 | 00:17:39 | 01:00:39 |
| 12   | Daniel Hofer              | Carabinieri                  | 00:14:03 | 00:29:57 | 00:16:49 | 01:00:49 |
| 13   | Davide Bargellini         | Friesian Team                | 00:13:35 | 00:29:25 | 00:18:01 | 01:01:01 |
| 14   | Manuele Canuto            | Fiamme Oro                   | 00:13:41 | 00:29:19 | 00:18:35 | 01:01:35 |
| 15   | Andrea De Ponti           | Friesian Team                | 00:14:02 | 00:29:58 | 00:17:48 | 01:01:48 |
| 16   | Giulio Molinari           | Carabinieri                  | 00:13:59 | 00:30:00 | 00:17:55 | 01:01:54 |
| 17   | Francesco Nicolai         | La Fenice Triathlon          | 00:13:56 | 00:30:03 | 00:18:16 | 01:02:15 |
| 18   | Eddy Papais               | Peperoncino Team             | 00:13:44 | 00:30:16 | 00:18:16 | 01:02:16 |
| 19   | Matthias Steinwandter     | Alta Pusteria                | 00:14:07 | 00:31:01 | 00:17:16 | 01:02:24 |
| 20   | Alex Ascenzi              | Fiamme Azzurre               | 00:14:11 | 00:30:52 | 00:17:24 | 01:02:27 |

### Élite donne
| Pos. | Atleta              | Società sportiva             | Nuoto    | Bici     | Corsa    | Totale   |
| ---- | ------------------- | ---------------------------- | -------- | -------- | -------- | -------- |
|      | Annamaria Mazzetti  | Fiamme Oro                   | 00:14:29 | 00:34:53 | 00:18:21 | 01:07:43 |
|      | Alice Betto         | DDS                          | 00:14:17 | 00:35:06 | 00:18:46 | 01:08:09 |
|      | Daniela Chmet       | Fiamme Oro                   | 00:14:17 | 00:35:07 | 00:18:58 | 01:08:22 |
| 4    | Elena Maria Petrini | T.D. Rimini                  | 00:14:21 | 00:35:01 | 00:19:21 | 01:08:43 |
| 5    | Gaia Peron          | Fiamme Oro                   | 00:14:16 | 00:34:31 | 00:20:13 | 01:09:00 |
| 6    | Alessia Orla        | Torino Triathlon             | 00:14:21 | 00:35:02 | 00:20:34 | 01:09:57 |
| 7    | Martina Dogana      | Triathlon Cremona Stradivari | 00:16:40 | 00:34:03 | 00:19:31 | 01:10:14 |
| 8    | Sara Papais         | CUS Udine                    | 00:14:24 | 00:35:00 | 00:20:57 | 01:10:21 |
| 9    | Giorgia Priarone    | Virtus                       | 00:15:52 | 00:34:51 | 00:19:46 | 01:10:29 |
| 10   | Veronica Signorini  | Triathlon Cremona Stradivari | 00:14:25 | 00:34:59 | 00:21:16 | 01:10:40 |
| 11   | Elisa Battistoni    | Freezone                     | 00:15:02 | 00:35:18 | 00:20:26 | 01:10:46 |
| 12   | Margie Santimaria   | Fiamme Oro                   | 00:14:28 | 00:34:55 | 00:21:27 | 01:10:50 |
| 13   | Francesca Tibaldi   | Bcicli Triathlon             | 00:16:41 | 00:34:07 | 00:20:47 | 01:11:35 |
| 14   | Daniela Pallaro     | Padova Triathlon             | 00:16:08 | 00:34:40 | 00:20:48 | 01:11:36 |
| 15   | Carl Elena Stampfli | DDS                          | 00:15:13 | 00:35:32 | 00:21:00 | 01:11:45 |
| 16   | Valentina Carta     | Triathlon Cremona Stradivari | 00:15:59 | 00:34:46 | 00:21:22 | 01:12:07 |
| 17   | Lilli Gelmini       | Alta Pusteria                | 00:14:57 | 00:35:24 | 00:22:04 | 01:12:25 |
| 18   | Ilaria Zane         | Liger Team Keyline           | 00:15:05 | 00:35:15 | 00:22:09 | 01:12:29 |
| 19   | Lara Barucci        | T.D. Rimini                  | 00:14:59 | 00:35:21 | 00:22:29 | 01:12:49 |
| 20   | Laura Pederzoli     | Bcicli Triathlon             | 00:16:41 | 00:35:19 | 00:20:54 | 01:12:54 |